# 다키야마 신호장
다키야마 신호장(일본어: 滝山信号場)은 일본 돗토리현 돗토리시에 있는, 서일본 여객철도 산인 본선의 신호장이다.

## 구조
후쿠베역보다 돗토리역 방향으로 약 5.9km에 있는 신호장. 후쿠베 역으로 향해서 상행 경사위에 있기 때문에, 본 신호장은 스위치백식의 신호장으로 되어있다.
국철시대에는, 1개의 대피선이 있어, 상·하행 1대를 대피해서 통과열차를 통과해서 운행도 가능했었지만, JR로 된 수년전엔, 현황의 배선으로 고쳐졌다. 돗토리 쪽의 대피선에는 복선분의 폭이 있다.
현재, 이 신호장에 관해서의 열차교환 · 대피는 다이어 상 설정되지 않는다. 다만, 신호기나 포인트등, 신호장으로서의 기능은 보유되지 않아서, 폐색구간의 경계로 되어 있다.

## 주변
- 국도 제43호선

## 역사
- 1943년 10월 1일 : 개설.

## 인접 정차역
| 서일본 여객철도 산인 본선 | 서일본 여객철도 산인 본선 | 서일본 여객철도 산인 본선 |
| ------------------------- | ------------------------- | ------------------------- |
| 후쿠베 교토 방면          | ■ 산인 본선               | 돗토리 요나고 방면        |